# Райзін Яків Григорович
Яків Григорович Райзін (нар. 4 липня 1929, Бершадь — пом. 2015) — український графік; член Спілки радянських художників України.

## Біографія
Народився 4 липня 1929 року в місті Бершаді (тепер Вінницька область, Україна). Спеціальної художньої освіти не мав. Брав участь у республіканських виставках з 1958 року.
Жив у місті Маріуполі в будинку на вулиці Донбаській, 21, квартира 11. Помер у 2015 році.

## Творчість
Працював в галузі монументально-декоративного і плакатного мистецтва. Твори:
плакати
- «Слава Ленінському комсомолу» (1958);
- «Хай живе комунізм!» (1961);
- «І мене в сім'ї великій…» (1961);
- «Костянтин Ціолковський» (1962);
- «50 років газеті „Правда“» (1962);
- «Є така партія» (1963, у співавторстві з Миколою Тихоновим);
- «Слава Кобзарю» (1964);
- «Наша праця тобі, Вітчизно» (1964—1965);
- «Ювілейний процент» (1967);
- «Коммунізм — це Радянська влада» (1970).

монументальні твори
- мозаїка в універмазі в Запоріжжі (1968, у співавторстві з Миколою Тихоновим);
- мозаїка на кінотеатрі «Ювілейний» в Маріуполі (1970, у співавторстві з Миколою Тихоновим).